# TT-Line

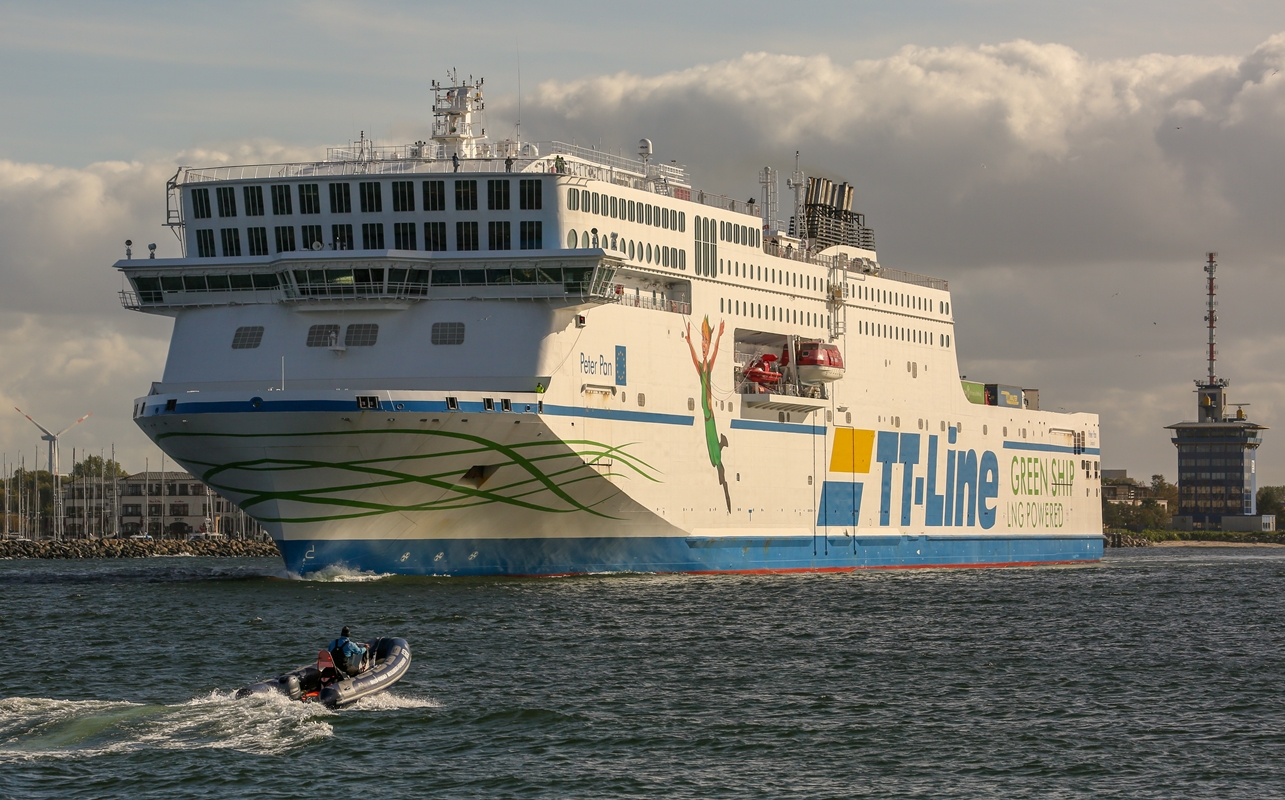
Die Peter Pan (Baujahr 2022)

TT-Line (ursprünglich: TT-Linie) ist der Markenname, unter dem die in Lübeck ansässige Unternehmensgruppe Trampschiffahrt GmbH & Co. KG Fährverkehr zwischen Mitteleuropa und Skandinavien betreibt. Der Name TT-Line resultierte aus den Anfangsbuchstaben der beiden verbundenen Häfen Travemünde und Trelleborg.

## Unternehmensgeschichte
Die Travemünde-Trelleborg-Linie (TT-Linie) wurde 1962 durch den Reeder J. A. Reinecke gegründet, der auch die Bereederung der Schiffe übernahm. An den Schiffen der zweiten Generation waren die Trampschiffahrt GmbH & Co. KG und die Iduna-Versicherungen beteiligt. Ab dem 1. Oktober 1967 wurde die Bereederung der Schiffe auf die OHG Travemünde-Trelleborg-Linie (TT-Linie) GmbH & Co. übertragen, und Reineckes Anteile gingen auf die Reederei Aug. Bolten Wm. Miller’s Nachfolger über. Die Trampschiffahrt GmbH & Co. KG hielten nun 83 % und Aug. Bolten, Wm. Miller’s Nachfolger (GmbH & Co.) KG 16 % an der TT-Line. Das Management lag bei TT-Line GmbH & Co. KG, die beiden Partnern zu gleichen Teilen gehörte.
Die Reederei betreibt seit 1962 eine Fährverbindung zwischen Travemünde in Schleswig-Holstein und Trelleborg in Südschweden. 1977 beteiligten sich die Gesellschafter der TT-Linie zur Hälfte an der Reederei Olau Line, die sie 1979 schließlich vollständig übernahm. Die Olau Line betrieb bis 1994 einen Fährdienst mit zwei Schiffen zwischen dem niederländischen Vlissingen und Sheerness in Südengland. Die hohen deutschen Heuertarife ließen danach einen Betrieb nicht mehr zu.
Im Jahr 1980 gründete die deutsche TT-Linie zusammen mit der schwedischen Saga Linjen, einer Tochtergesellschaft der schwedischen Staatsbahn, die TT-Saga-Line. Mit einer gemeinsamen Flotte von insgesamt sechs Schiffen wurden ab Travemünde die schwedischen Häfen Trelleborg, Malmö und Helsingborg angelaufen. Zwei Jahre später, 1982, wurden die Verbindungen nach Malmö und Helsingborg eingestellt, und man konzentrierte die Aktivitäten auf die Strecke Travemünde–Trelleborg. 1991 zog sich Saga Linjen (inzwischen umbenannt in Swedcarrier) aus dem Pool zurück. Deren Anteile wurden von der schwedischen Reederei Gotlandsbolaget übernommen, die ihrerseits jedoch Ende 1992 wieder den Pool verließ. Daraufhin waren die deutschen Gesellschafter von TT-Line alleiniger Betreiber der Fährverbindung zwischen Travemünde und Trelleborg.
Gemeinsam mit der Deutschen Seereederei Rostock GmbH (DSR) wurde ab 1992 unter dem Namen „TR-Line“ eine Fährverbindung zwischen Trelleborg und Rostock  betrieben. 1996 übernahm TT-Line die Anteile der Deutschen Seereederei Rostock und bediente fortan die Strecke Rostock–Trelleborg allein, nun ebenfalls unter der Marke „TT-Line“.
2006 wurde der Unternehmenssitz von Hamburg nach Lübeck-Travemünde verlegt.
Anfang 2013 übernahmen Arend Oetker und Bernhard Termühlen, die bereits vorher über die Trampschiffahrt GmbH & Co. KG an der TT-Line beteiligt waren, die Anteile der Reederei Aug. Bolten Wm. Miller’s Nachfolger sowie alle Anteile der Trampschiffahrt und halten nun paritätisch über die Trampschiffahrt GmbH & Co. KG alle Anteile der TT-Line.
Seit Januar 2014 wird die Verbindung zwischen Swinemünde (Polen) und Trelleborg angeboten. Im Zuge dessen wurde die Verbindung nach Helsingborg eingestellt und die Fahrpläne für die beiden bestehenden Routen stark angepasst. Außerdem hat die Reederei eine Abgasentschwefelungsanlage als Pilotinstallation bei Wärtsilä bestellt, die im Sommer 2014 eingebaut werden soll.
2018 bestellte die Reederei bei der chinesischen Werft Jiangsu Jinling einen Neubau mit Flüssigerdgas-Antrieb. Für einen zweiten, baugleichen Neubau wurde eine Option vereinbart, welche später gezogen wurde. Der erste der beiden Neubauten schwamm im November 2020 auf, der zweite im Juli 2021. Seit November 2021 absolvierte der erste der beiden Neubauten Testfahrten. Er wurde als Nils Holgersson in Dienst genommen und ersetzte das gleichnamige Vorgängerschiff (welches Anfang 2022 in Akka umbenannt wurde). Das zweite Schiff wurde als Peter Pan Ende 2022 an die TT-Line übergeben und nahm im Januar 2023 den Liniendienst auf. Die bisherige Peter Pan wurde in Tinker Bell umbenannt. Zum Zeitpunkt der Indienststellung waren die beiden Schiffe die weltweit größten mit Flüssiggas betriebenen Fähren.

## Routen

Routennetz der TT-Line (vor April 2023)

Peter Pan V im Hafen von Trelleborg (April 2009)

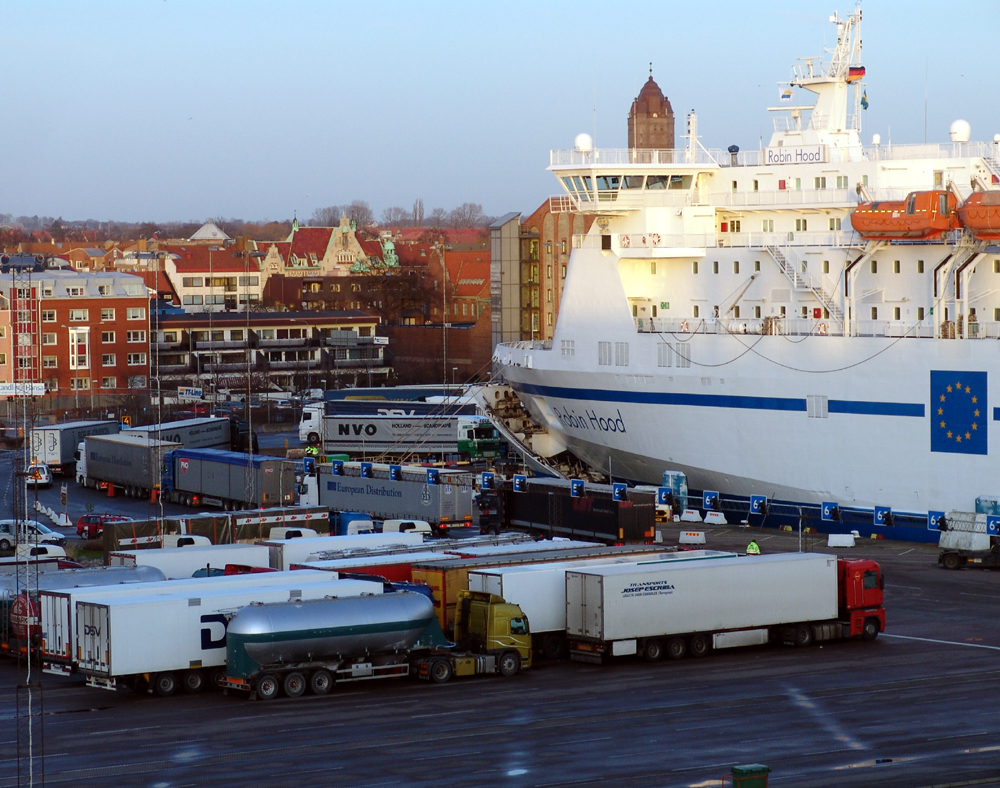
Die Robin Hood in Trelleborg, Verladung der Lkw durchs Bugvisier

Derzeit bedient TT-Line verschiedene Fährrouten in der Ostsee:
- Route Travemünde–Trelleborg (auch Travemünde–Rostock–Trelleborg):

Abfahrten 2–3 mal täglich, Dauer ca. 7–10 Stunden
- Route Rostock–Trelleborg:

Abfahrt 3–4 mal täglich, Dauer ca. 6 Stunden
- Route Swinemünde–Trelleborg (seit Januar 2014[7]):

Abfahrt täglich (8–9 Abfahrten wöchentlich), Dauer ca. 6–7½ Stunden
- Route Swinemünde–Rønne (Juni 2017 bis September 2018):

- Route Trelleborg–Klaipėda (seit Juni 2018).[14] 2023 wurde auch der Hafen von Karlshamn ins Routennetz aufgenommen. Meistens besteht die Anbindung auf der Täglich gefahrenen Route von Klaipeda nach Karlshamn.bedient meistens von den Schiffen Marco Polo Nils Dacke oder Robin Hood.Es werden aber auch Verbindungen nach Polen und Deutschland angeboten.

Bis Mitte Dezember 2013 wurde auch die Route Travemünde–Helsingborg angeboten. Die ausschließlich für Fracht bestimmte Route wurde von den Fähren Robin Hood und Nils Dacke (beide Baujahr 1995) samstags im Wechsel bedient. In den 1970er-Jahren wurden auch Passagiere auf dieser Linie befördert. Damals verkehrte hier das Fährschiff Oliver Twist (ehemalige Nils Holgersson II, Baujahr 1967).

## Schiffe
Zurzeit setzt TT-Line neun Fährschiffe ein:

### Nils HolgerssonundPeter Pan
Die neue Nils Holgersson (das siebte Schiff dieses Namens in der Geschichte der Reederei) wurde am 3. Juni 2020 bei der chinesischen Werft Jiangsu Jinling Shipyard auf Kiel gelegt und am 7. März 2022 an TT-Line übergeben. Nach ihrer Überführung nach Europa soll das bisher größte Schiff der Reederei im regulären Liniendienst von TT-Line eingesetzt werden. Das Schiff bietet Platz für 800 Passagiere und verfügt über 4000 Spurmeter Ladekapazität. Das Schiff wird von Dual-Fuel-Motoren, welche sowohl mit Flüssigerdgas als auch mit Diesel betrieben werden können, angetrieben.
Technische Daten und Kapazität:
- Länge: 229,4 m
- Breite: 31,0 m
- Tiefgang: 6,7 m
- Vermessung: 56.138 BRZ
- Geschwindigkeit: 22 kn
- Decks: 12
- Passagiere: 800 Personen
- Kabinen: 239
- Betten: 644
- Deckskapazität: 4000 Lademeter auf vier Decks
- Einrichtungen: Restaurants, Shop, Family Lounge, Kinderspielbereich, Konferenzräume, Bar, Sauna, Lademöglichkeiten für Elektrofahrzeuge

Ende November 2022 wurde das Schwesterschiff Peter Pan, das sechste Schiff dieses Namens bei TT-Line, abgeliefert. Es ersetzte das gleichnamige Vorgängerschiff auf der Route Travemünde – Trelleborg und nahm im ersten Quartal 2023 den Linienverkehr auf. Die bisherige Peter Pan (Baujahr 2001) verblieb in der Flotte der TT-Line und wurde zum Jahreswechsel in Tinker Bell, der Fee aus der Kindergeschichte Peter Pan, umbenannt.

### Tinker BellundAkka

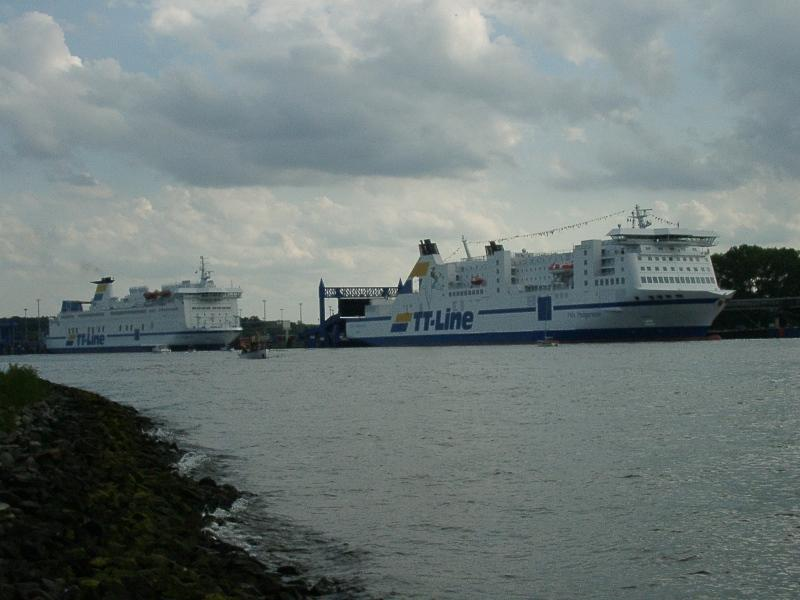
Von links: Nils Holgersson V und Nils Holgersson VI (Baujahr 2001) im Jahr 2001 in Travemünde

Die Fährschiffe Tinker Bell und Akka wurden im Jahr 2001 als Peter Pan (V) und Nils Holgersson (VI) für die Fährverbindung Travemünde – Trelleborg in Dienst gestellt. Die weitgehend baugleichen Schiffe sind mit Restaurant, Fitness-Center, Kino und Shop ausgestattet. In den Kabinen befinden sich Bad mit Dusche und WC, Fön sowie Telefon. Die beiden Schiffe sind sogenannte „Green Ships“. Sie sind mit modernen und umweltfreundlichen diesel-elektrischen Pod-Antrieben ausgestattet. Die Akka wurde unter dem Namen Nils Holgersson im August 2000 in Auftrag gegeben und im Juli 2001 abgeliefert. Anfang 2022 erhielt sie ihren neuen Namen, benannt nach Akka, der Leitgans aus dem Kinderlesebuch Die wunderbare Reise des kleinen Nils Holgersson mit den Wildgänsen. Die Tinker Bell (benannt nach der temperamentvollen Fee aus den Geschichten von Peter Pan) wurde im März 2001 in Auftrag gegeben, im Oktober 2001 abgeliefert und als Peter Pan in Dienst gestellt. Ihren neuen Namen erhielt sie im Dezember 2022. Es werden sowohl Tages- als auch Nachtfahrten angeboten, wobei nachts normalerweise mit reduzierter Geschwindigkeit gefahren wird. Die Peter Pan wurde von Dezember 2017 bis Mai 2018 verlängert.
Mit der Übernahme der neuen Nils Holgersson und Peter Pan im Jahr 2022 wurden die Schiffe in Tinker Bell und Akka umbenannt.
Technische Daten und Kapazität bei Indienststellung 2001:
- Die Nils Holgersson (jetzt Akka) beim Einlaufen in TravemündeLänge: 190,77 m
- Breite: 29,5 m
- Höhe: 42,2 m
- Tiefgang: 6,2 m
- Vermessung: 36.468 BRZ
- Geschwindigkeit: 22 kn
- Decks: 12
- Passagiere: 744 Personen
- Kabinen: 220
- Betten: 640

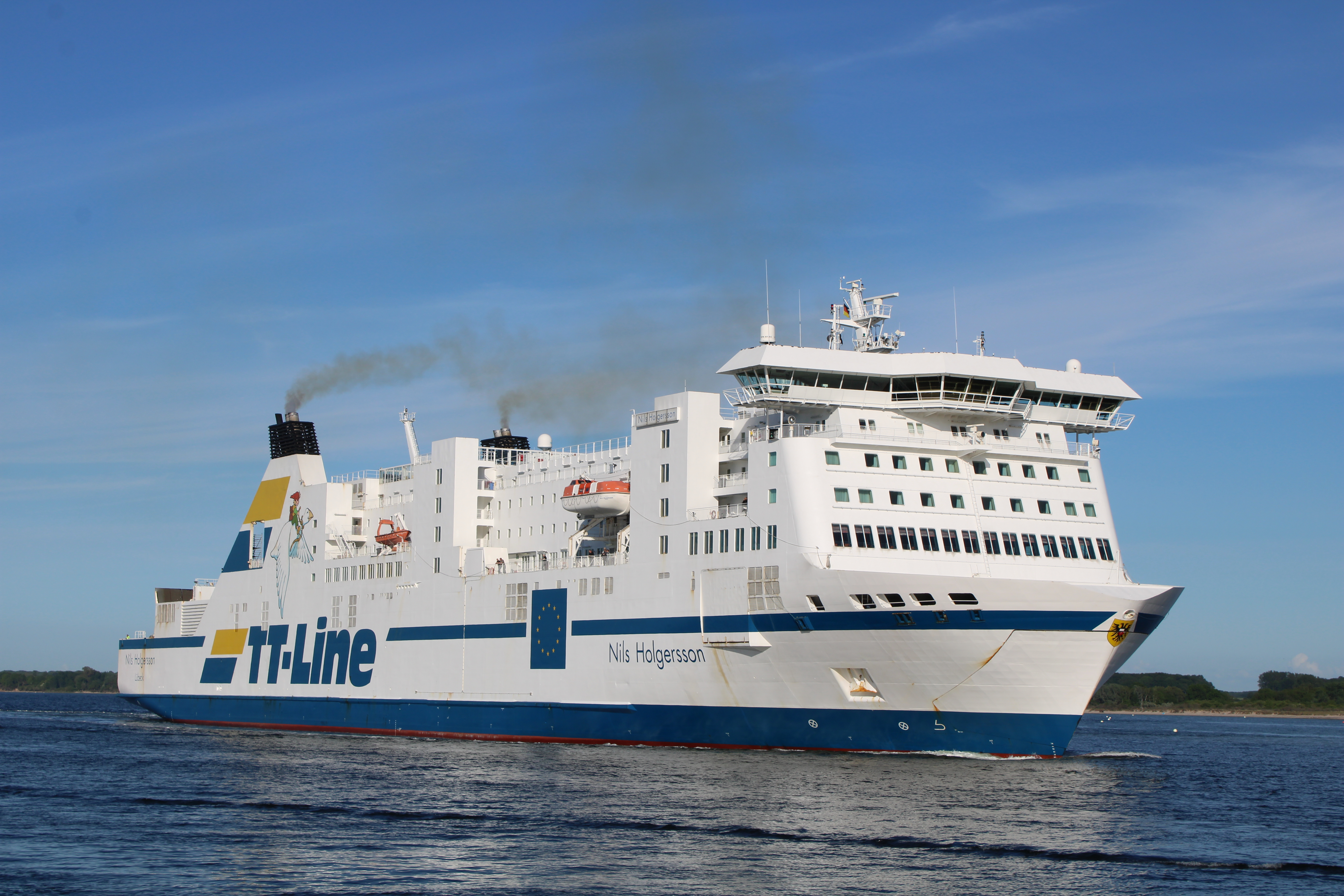
Die Nils Holgersson (jetzt Akka) beim Einlaufen in Travemünde

- Deckskapazität: 160 Lkw auf 2640 Lademeter auf drei Decks (Akka). 3600 Lademeter auf vier Decks (Tinker Bell).
- Einrichtungen: Restaurant, Shop, Kinder-Kino, Panorama Bar (auf Deck 7), Sauna, Fitness (auf Deck 8)

Peter Pan (heute: Tinker Bell) nach der Verlängerung 2018:
- Länge: 219,95 m
- Vermessung: 44.245 BRZ
- Deckskapazität: 3670 m auf vier Decks

### Robin HoodundNils Dacke

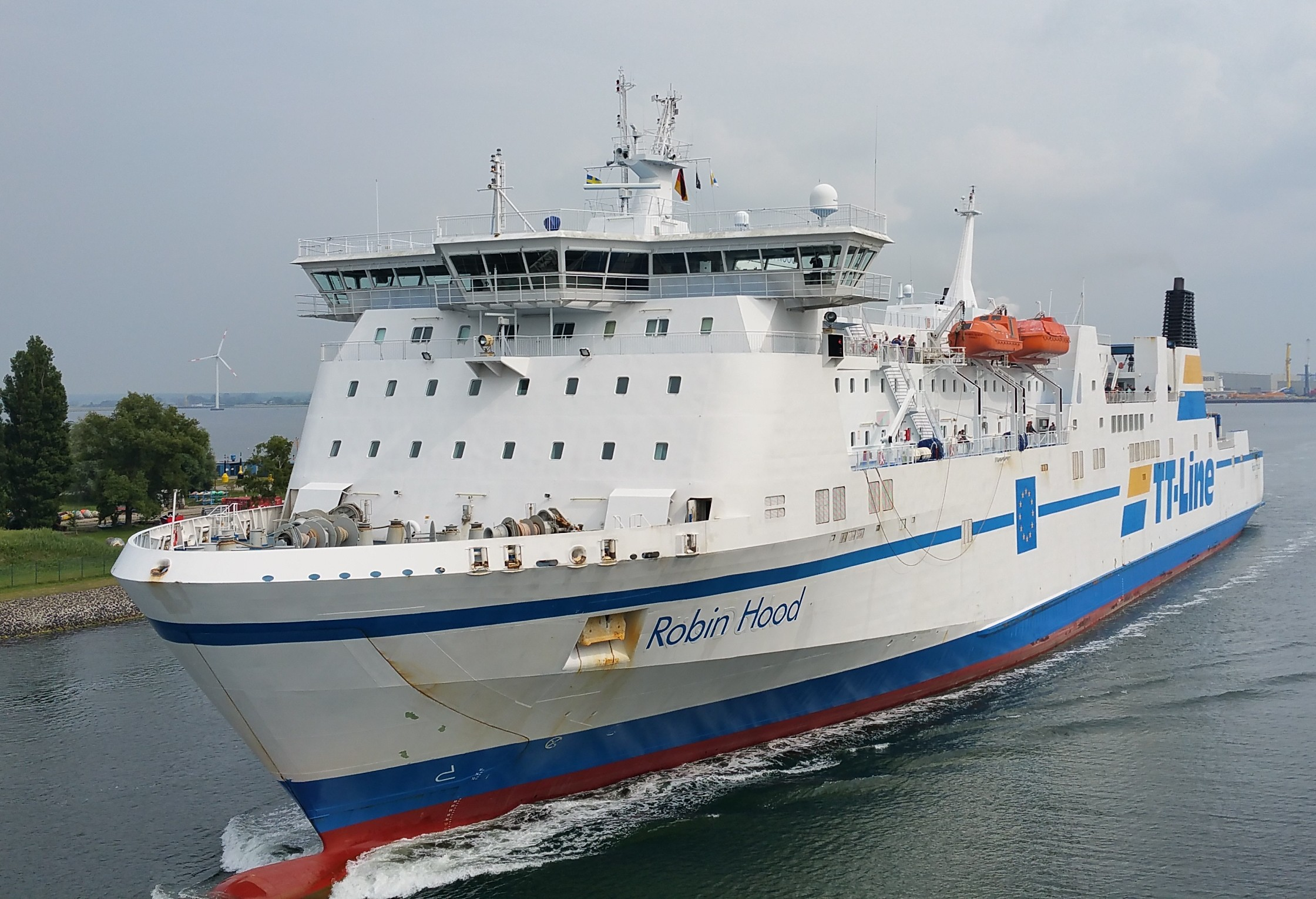
Robin Hood (Baujahr 1995)

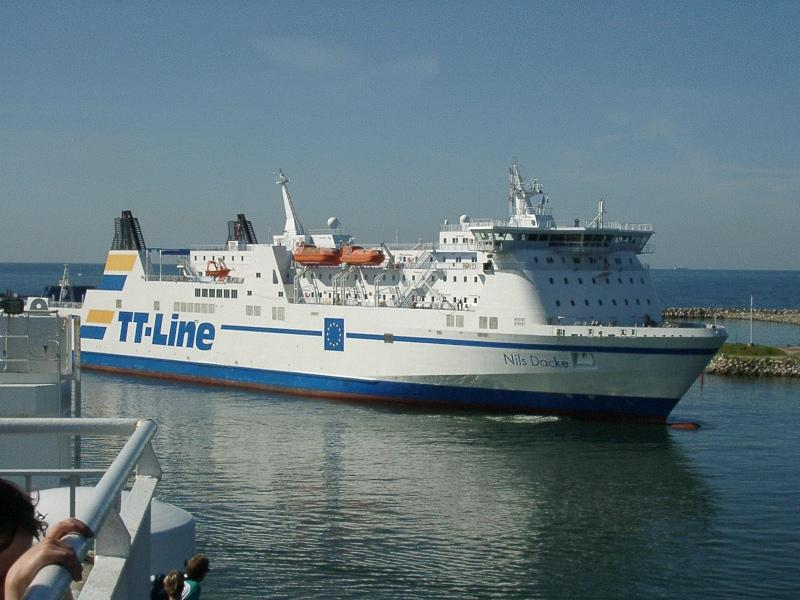
Nils Dacke III (Baujahr 1995)

Seit 1995 setzt TT-Line die ersten „Green Ships“ Robin Hood (II) und Nils Dacke (II) auf der Travemünde-Trelleborg-Linie ein, die die in die Jahre gekommenen Schiffe Saga Star und TT-Traveller ablösten. Sie wurden bei Finnyards in Rauma gebaut und im Oktober 1995 (Nils Dacke) bzw. im Dezember 1995 (Robin Hood) in Dienst gestellt. Sie sind mit umweltfreundlichen diesel-elektrischen Antrieben ausgestattet.
Technische Daten und Kapazität:
- Länge: 179,71 m
- Breite: 27,2 m
- Höhe: 35,1 m
- Tiefgang: 6,0 m
- Vermessung: 26.800 BRZ
- Antrieb: Dieselelektrisch mit 2 × 6500 kW, 4 Generator-Sets mit insgesamt 18.000 kW (je 4500 kW)
- Geschwindigkeit: 19,5 kn
- Ladekapazität: 155 Lkw auf 2400 Lademetern auf drei Lkw-Decks
- Passagiere: 300 Personen
- Kabinen: 163
- Betten: 321
- Besatzung: 35 Personen
- Einrichtungen: Cafeteria (246 Sitzplätze), Hallen (18 Sitzplätze), Gambling-Room (6 Sitzplätze), Captain’s Choice Shop, Boutique, zwei Saunen, Jacuzzi

### Tom SawyerundHuckleberry Finn

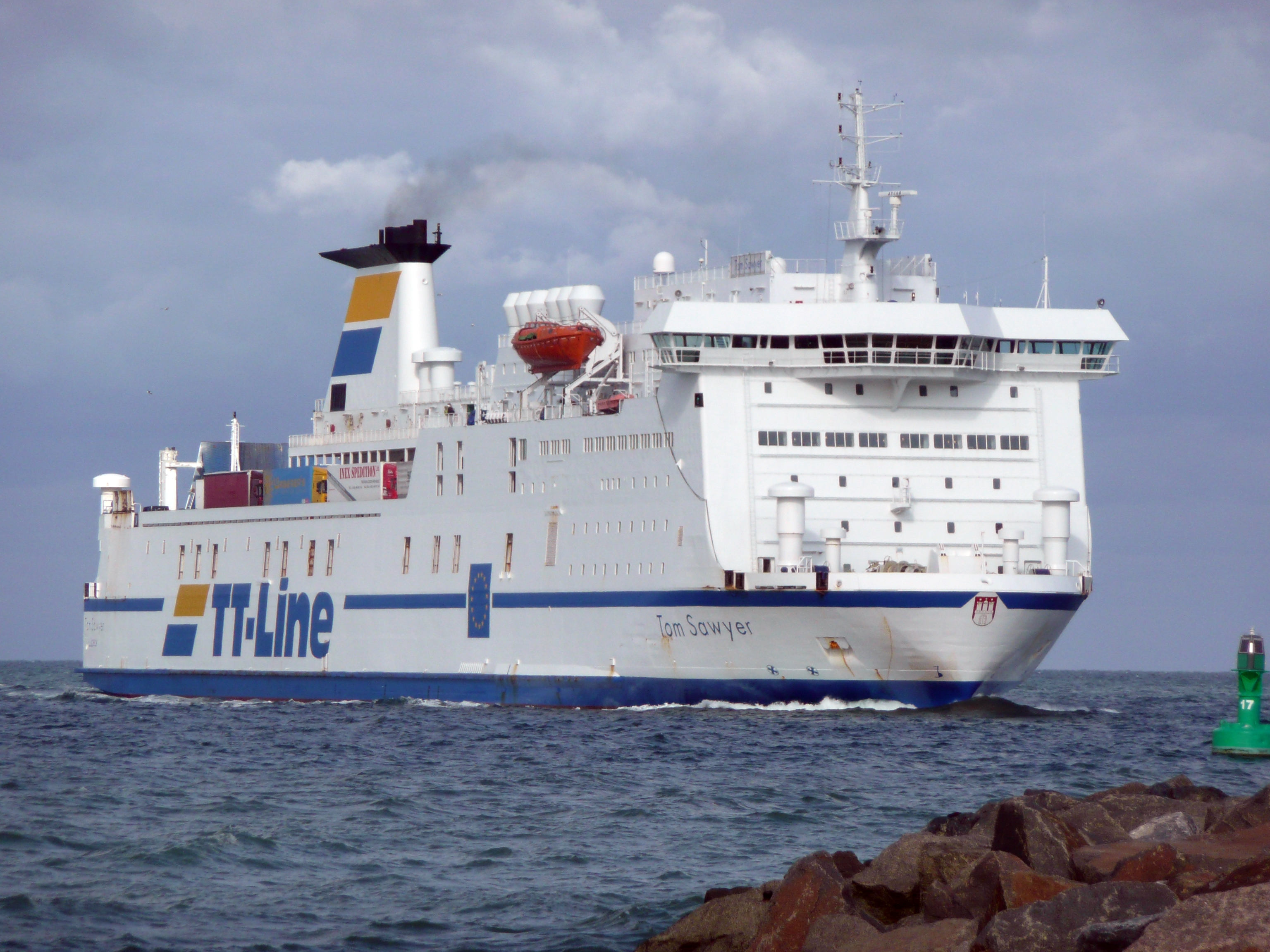
Tom Sawyer in Warnemünde

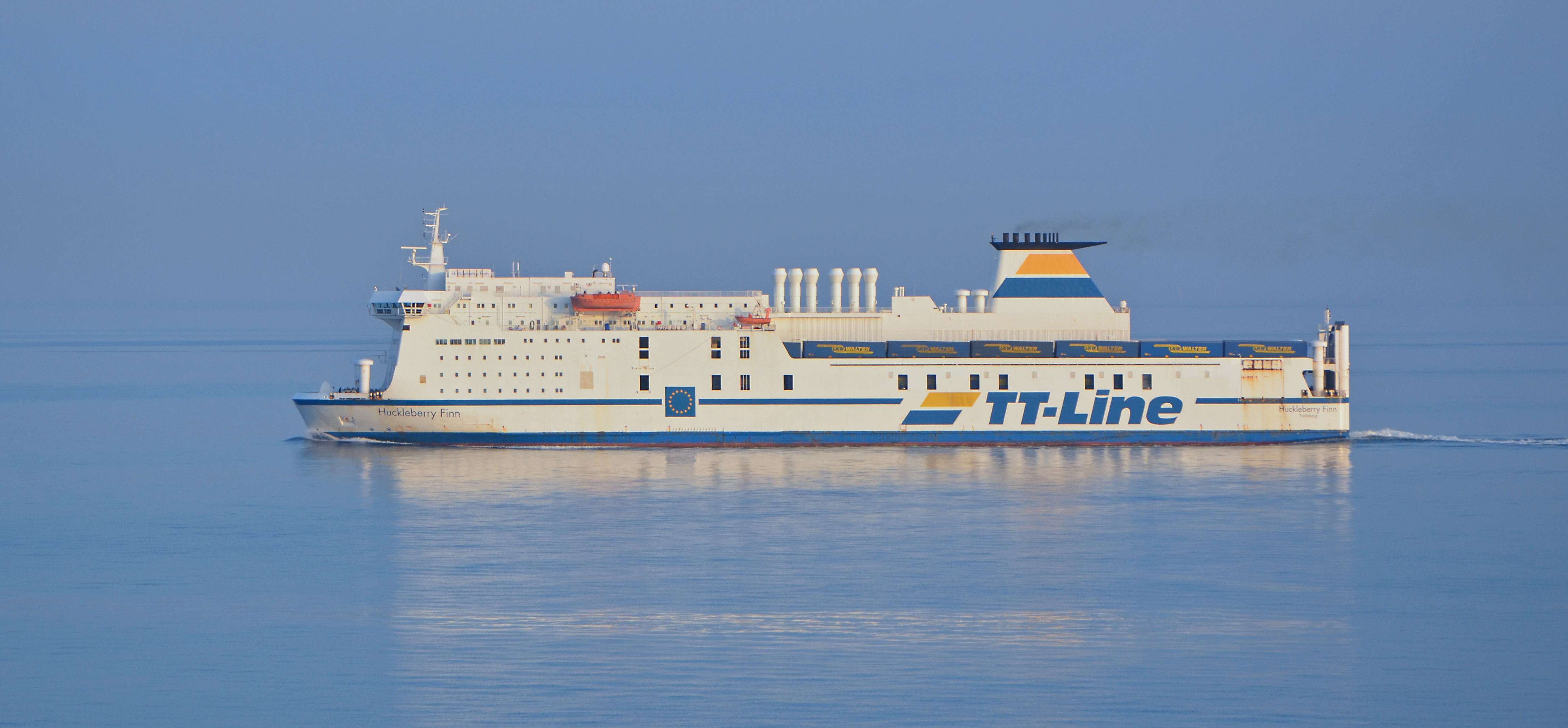
Huckleberry Finn auf der Ostsee

Die beiden Kombifähren Tom Sawyer und Huckleberry Finn bedienen heute den Verkehr Rostock – Trelleborg, für den sie 2001/2002 umgebaut wurden. Gebaut wurden sie bereits 1988/1989 als kombinierte Eisenbahn-/Fracht- und Passagierfähren MS Nils Dacke und MS Robin Hood für die Verbindung Travemünde – Trelleborg. 1993/1994 erfolgte bei Masa Yards in Turku, Finnland der Umbau zu Passagierfähren. Die weiterhin zwischen Travemünde und Trelleborg als Peter Pan IV und Nils Holgersson V verkehrenden Schiffe erhielten verlängerte Passagierdecks, die die Gastronomie und weitere Kabinen aufnahmen. Nach Ablieferung der Neubauten im Jahr 2001 wurden beide Schiffe in der SSW Fähr- und Spezialschiffbau GmbH in Bremerhaven wieder zu RoPax-Fähren zurückgebaut. Die Tom Sawyer (ex Robin Hood, Nils Holgersson V) wurde Oktober 2001 in den Rostock-Dienst zurück geliefert und die Huckleberry Finn (ex Nils Dacke, Peter Pan IV) im Januar 2002.
Technische Daten und Kapazität:
- Länge: 177,2 m
- Breite: 26 m
- Tiefgang: 5,75 m
- Vermessung: 26.000 BRZ
- Antrieb: 14.800 kW
- Geschwindigkeit: 20 kn
- Ladekapazität: 142 Trailer auf 2260 Lademetern auf drei Decks
- Passagiere: 400 Personen
- Kabinen: 134 bzw. 133
- Betten: 326 bzw. 324
- Besatzung: 40 Personen
- Einrichtungen: Cafeteria (360 Sitzplätze), Kinderspielraum auf Deck 6, Halle (30 Sitzplätze), Rezeption, Captain’s Choice Shop, Spielautomaten, Sauna

### Marco Polo

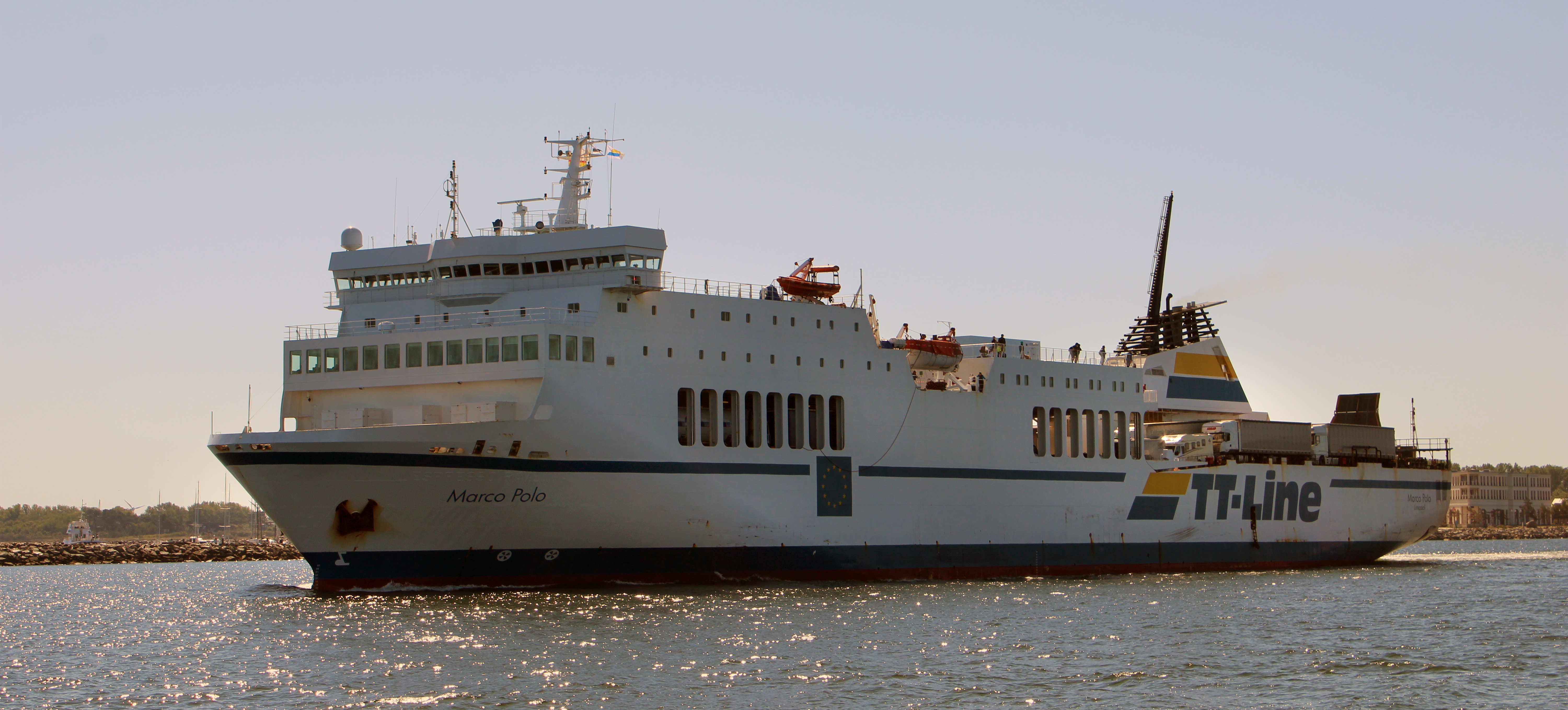
Die Marco Polo bei Auslaufen aus Warnemünde

Die Marco Polo wurde 1993 auf der holländischen Werft van der Giessen-de Noord gebaut. Sie wurde 2019 von TT-Line übernommen und in der Remontowa-Werft in Danzig zur Ostseefähre umgebaut.
Technische Daten und Kapazität:
- Länge: 150,43 m
- Breite: 23,40 m
- Tiefgang: 5 m
- Vermessung: 16.130 BRZ
- Geschwindigkeit: 18 kn
- Ladekapazität: 1.780 Lademeter auf zwei Decks
- Passagiere: 215 Personen
- Kabinen: 78
- Betten: 208
- Einrichtung (Deck 7): Cafeteria, Rezeption, Shop, Panoramalounge, Ruheraum, Gambling

## Chroniken aller Schiffe

### Nils HolgerssonI (1962–1967)

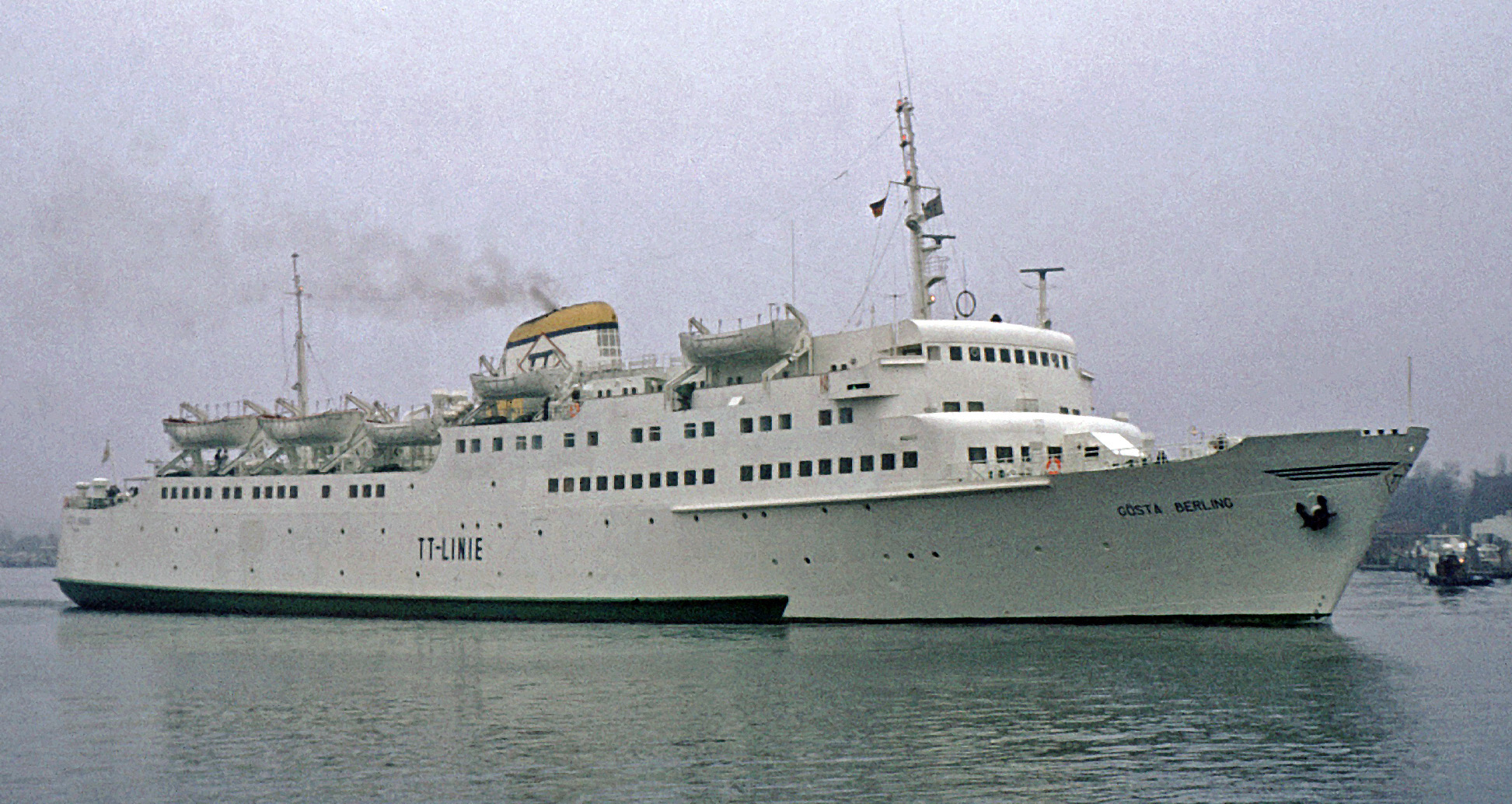
Die erste Nils Holgersson hieß ab 1967 Gösta Berling

Mit der Indienststellung der Nils Holgersson am 28. März 1962, wurde der regelmäßige und ganzjährige Fährdienst zwischen Travemünde und Trelleborg eröffnet. Das Schiff konnte 900 Passagiere mitnehmen und stellte etwa 200 Schlafplätze zur Verfügung. Weiterhin konnte die Nils Holgersson 120 Pkw oder 10 Lkw transportieren und hatte im ersten Jahr eine Beförderungsleistung von 68.268 Passagieren, ca. 18.000 Pkw und 541 Lkw. Die Nils Holgersson I wurde 1967 in Gösta Berling und 1975 in Mary Poppins umbenannt, bevor sie 1976 an eine im Mittelmeer operierende Reederei abgegeben wurde.

### Peter PanI (1965–1973)
Im Jahr 1965 wurde die Peter Pan in Dienst gestellt. Sie war das erste Schiff der zweiten Generation, konnte 850 Passagiere mitführen und verfügte über 360 Schlafmöglichkeiten. Im Laderaum hatten 230 Pkw bzw. 22 Lkw und 30 Pkw Platz. Im Jahr 1973 wurde die Peter Pan I in Panther umgetauft und an P&O verkauft, die das Schiff im Ärmelkanal einsetzte.

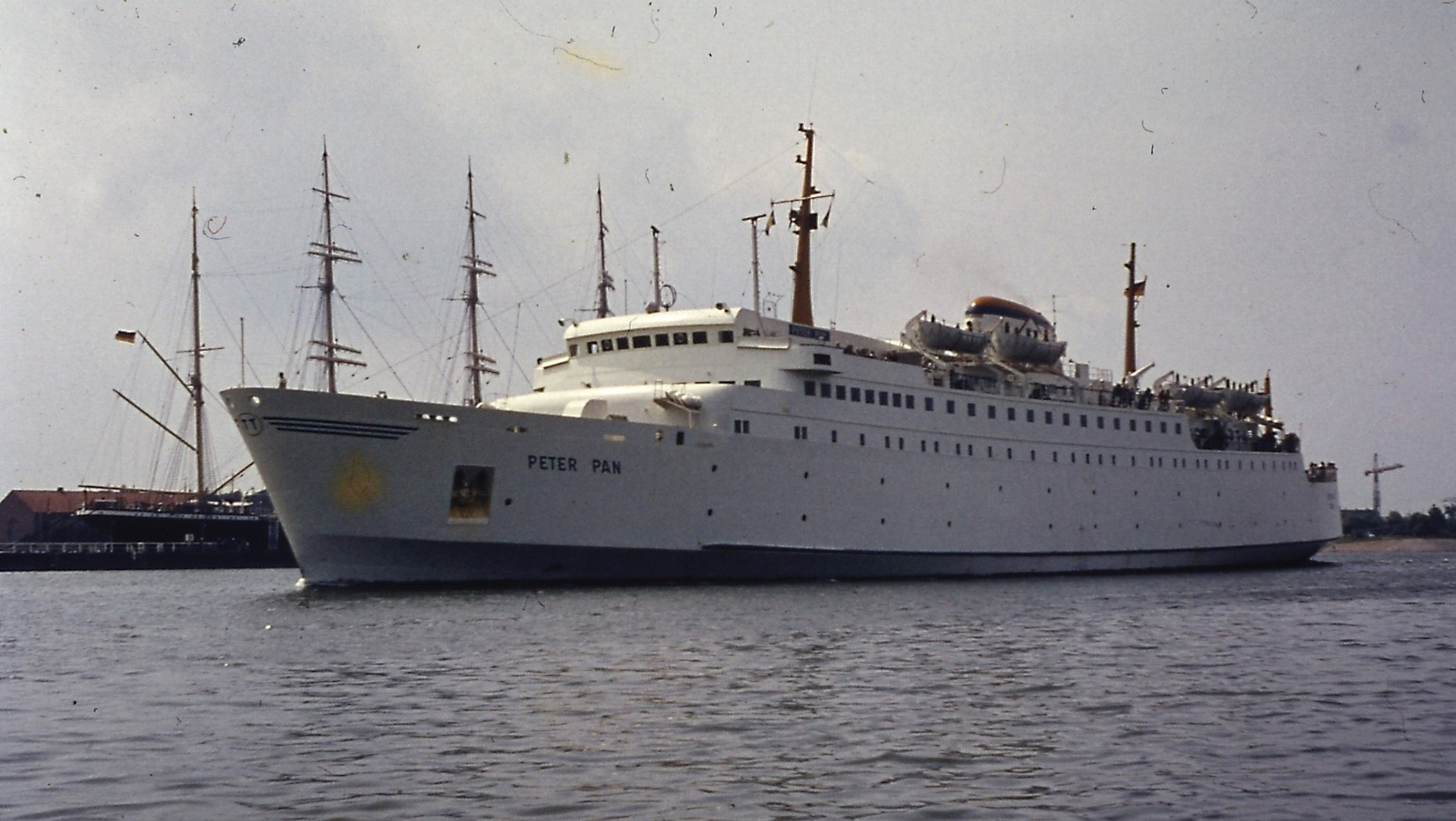
Die erste Peter Pan (1966)

### Nils HolgerssonII (1967–1975)
Im Jahr 1967 wurde als Schwesterschiff der Peter Pan die Nils Holgersson II in Dienst gestellt und verfügte über die gleichen Kapazitäten wie die Peter Pan. Sie wurde bei der Lieferung der Nils Holgersson III in Oliver Twist umbenannt und auf der Travemünde-Helsingborg-Linie eingesetzt.

### Peter PanII (1974–1986)

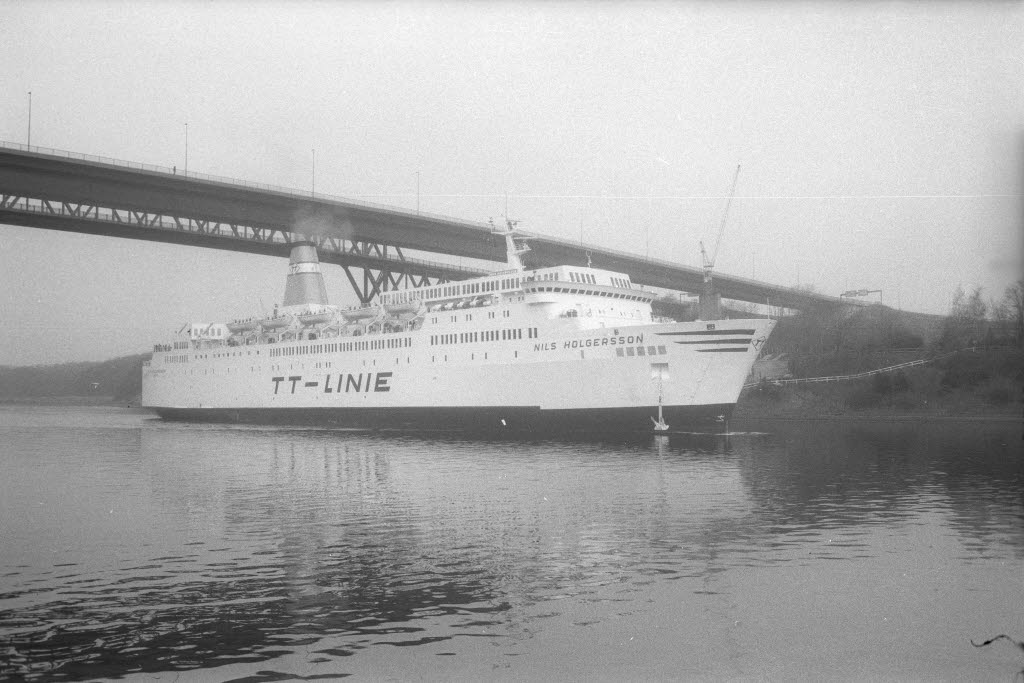
Nils Holgersson III (1977)

Die Peter Pan II wurde 1974 bei Nobiskrug in Rendsburg gebaut. Sie war 149 m lang, mit 12.600 BRT vermessen und konnte 1800 Passagiere aufnehmen. Sie verkehrte noch nach Indienststellung ihrer Nachfolgerin Peter Pan III als Robin Hood bis 1987. Anschließend wurde sie an die griechischen Minoan Lines veräußert und in der Adria als Fedra eingesetzt. 1992/1993 charterte die TT-Line das Schiff für vier Monate zurück. Unter den Namen Guido und Ouzoud folgten weitere Einsätze im Mittelmeergebiet, bis das Schiff im März 2010 zur Verschrottung nach Indien überführt wurde.

### Nils HolgerssonIII (1975–1984)
Die Nils Holgersson III wurde ein Jahr nach ihrem Schwesterschiff Peter Pan II in Dienst gestellt. Die Nils Holgersson III wurde in Oliver Twist umbenannt und im Sommerfahrdienst zwischen Helsinki / Danzig / Tallinn und Rønne eingesetzt. Im Jahr 1984 wurde das Schiff nach Tasmanien verkauft.

### Oliver Twist(1975–1977) undRobin HoodI (1977–1979)
Mit der Oliver Twist (früher Nils Holgersson II) wurde der Fährdienst zwischen Travemünde und Helsingborg sowie zwischen Travemünde eröffnet. Dieser Fährdienst wurde 1978 eingestellt. Die Dana Sirena wurde ab 1977 in den Sommermonaten gechartert und als Robin Hood in den Diensten Travemünde – Rönne, Travemünde – Danzig und Travemünde – Helsinki – Tallinn eingesetzt. Sie hatte eine Kapazität von 622 Passagieren, 622 Betten und 150 Pkw. Im Jahr 1980 wurde die Robin Hood I durch die Robin Hood II (ehemals Espresso Olbia) ersetzt.

### Nils DackeI (1980–1982)
Von 1980 bis 1982 betrieb TT-Saga-Line die erste Nils Dacke zwischen Malmö und Travemünde.

### Robin HoodII (1980–1986) undRobin HoodIII (1986–1987)
Die Robin Hood II wurde im Jahr 1986 von der Robin Hood III (ehemals Peter Pan II) abgelöst. 1987 wurde diese von der Saga Wind ersetzt.

### Peter PanIII (1986–1993)

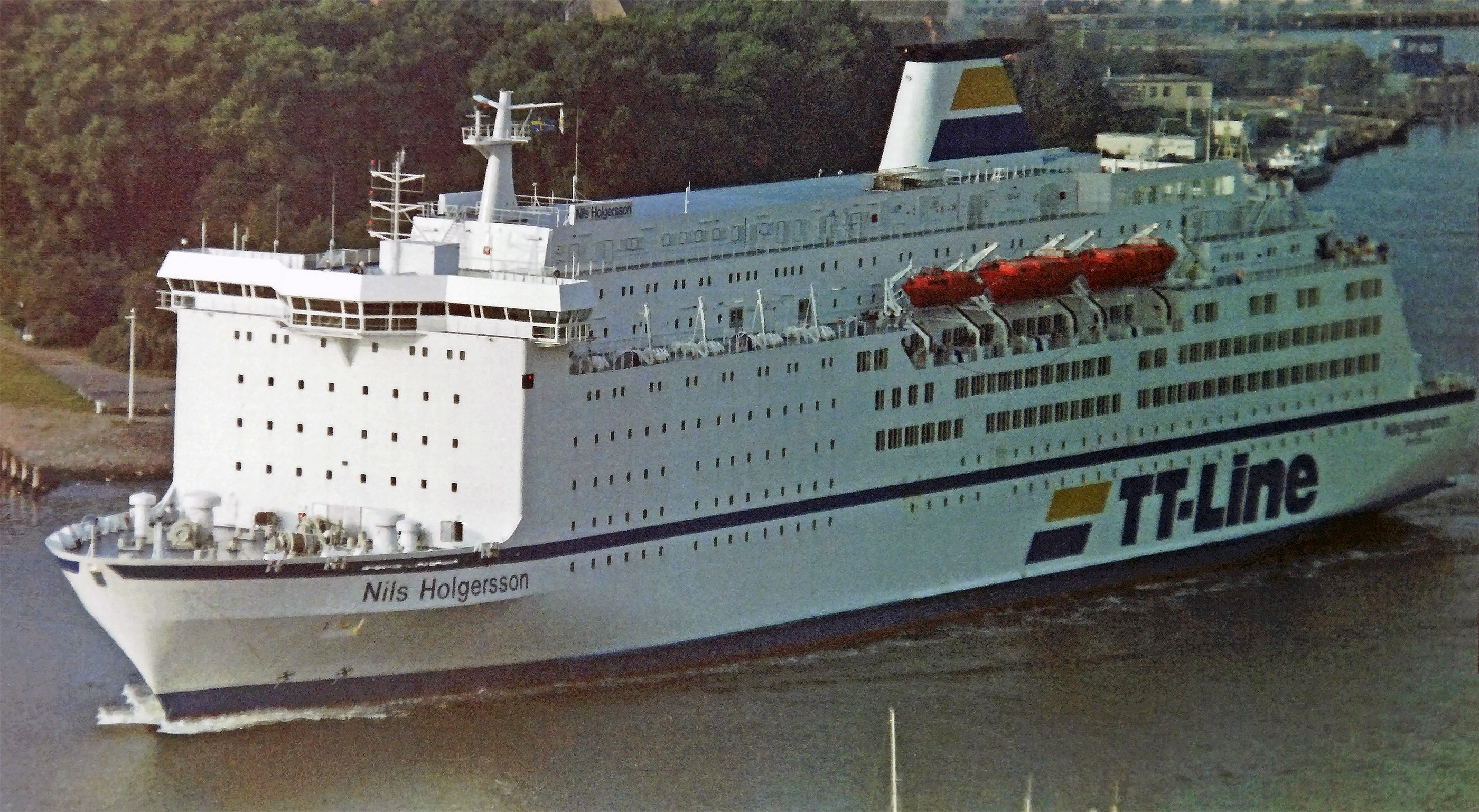
Nils Holgersson (Baujahr 1987)

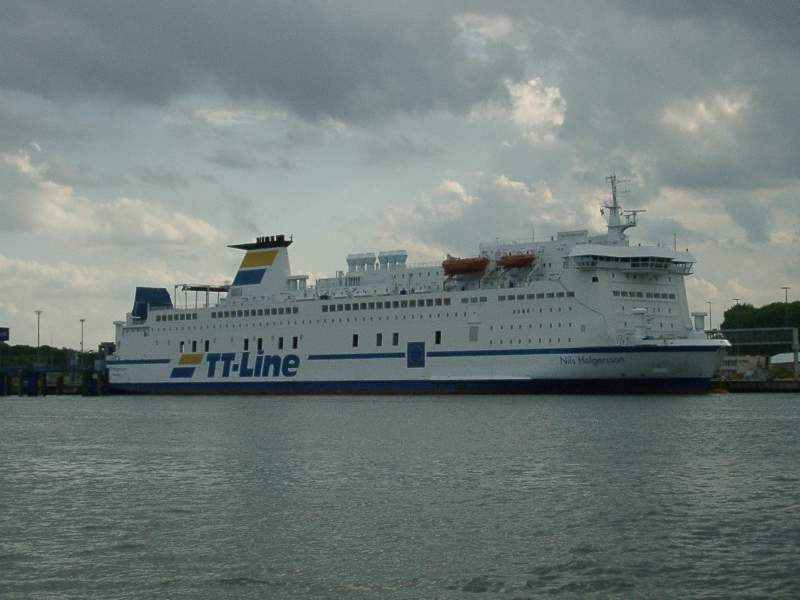
Nils Holgersson (Baujahr 1988, Umbau 1993)

Die Peter Pan III wurde in Dienst gestellt und ersetzte die Peter Pan II (diese ersetzte die Robin Hood bis 1987 und wurde dann von der Saga Wind ersetzt). Das Schiff hat eine Kapazität von 1600 Passagieren und rund 1200 Betten. Im Laderaum fanden 550 Pkw bzw. 120 Lkw Platz. Nach Außerdienststellung wurde das Schiff nach Tasmanien verkauft. Seit Ende Mai 2007 fährt es für DFDS zunächst als Princess of Norway und seit 2011 als Princess Seaways zwischen IJmuiden und Newcastle zusammen mit dem baugleichen Schwesterschiff, der King Seaways.

### Nils HolgerssonIV (1987–1993)
Die Nils Holgersson IV verkehrte unter schwedischer Flagge und über den Poolpartner Swedcarrier (gegründet 1980 als TT-Saga Line und umbenannt 1984). Die Kapazitäten sind die gleichen wie bei der Peter Pan III. Das Schiff wurde an Brittany Ferries verkauft und nach umfangreichem Umbau als Val de Loire eingesetzt. Seit Anfang 2006 fährt es für DFDS Seaways, zunächst als King of Scandinavia und seit 2011 als King Seaways zwischen IJmuiden und Newcastle.

### Robin HoodI undNils DackeI (1988–1993)
Die beiden kombinierten Eisenbahn-/Frachtfähren Robin Hood und Nils Dacke wurden abgeliefert und ersetzten die Saga Star und die Saga Wind. Die Kapazität der beiden Schiffe lag bei 36 Eisenbahnwaggons und 100 Lkw oder 150 Lkw und 250 Passagiere.

### TT-Traveller
Von 1992 bis 1995 charterte TT-Line die Stena Traveller und benannte sie in TT-Traveller um. 2018 charterte TT-Line das mittlerweile in Patria Seaways umbenannte Schiff erneut, während die Peter Pan verlängert wurde.

### Peter PanIV undNils HolgerssonV (1993–2001)

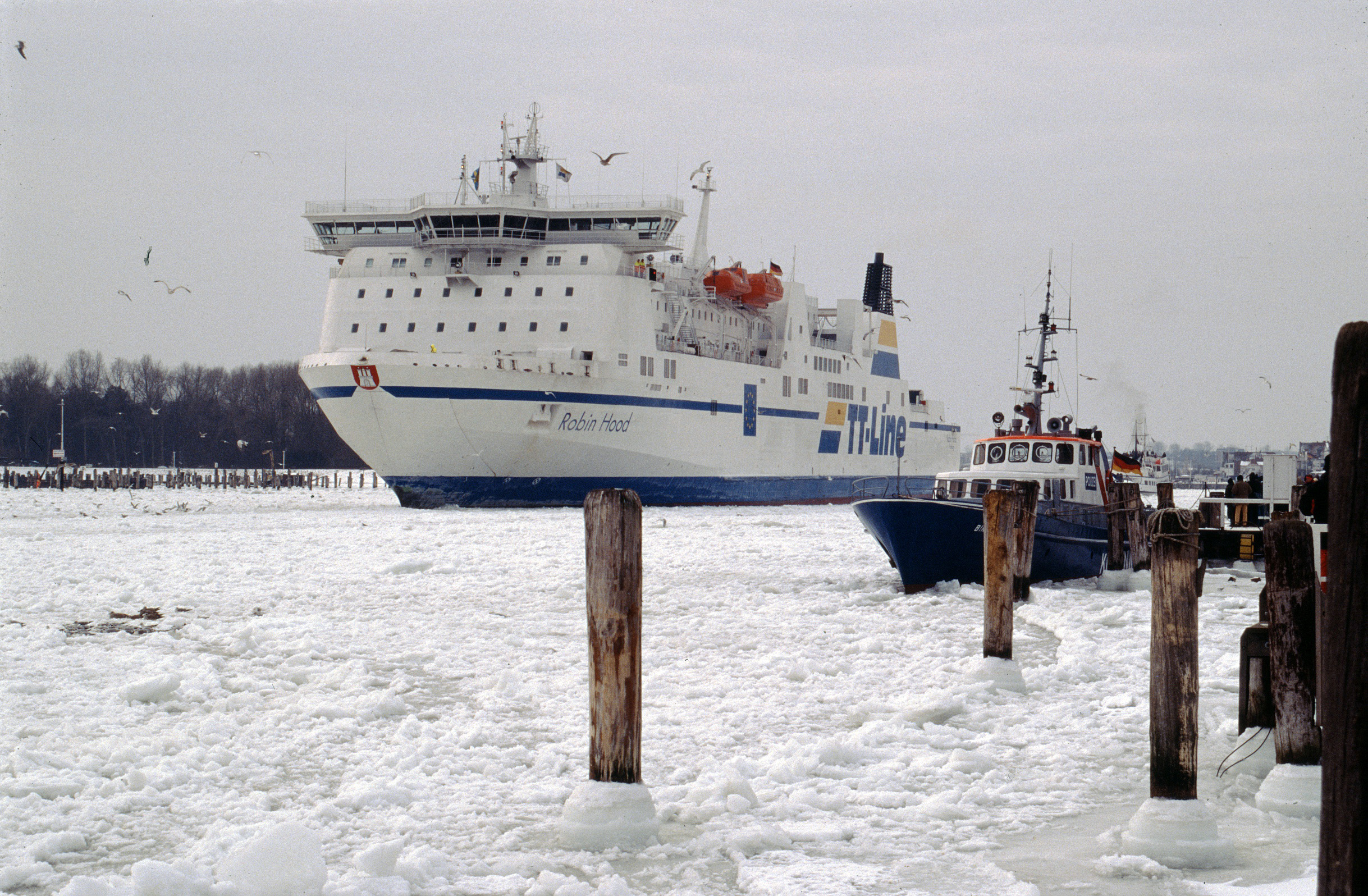
Robin Hood im Eiswinter 1996 in Travemünde

Die beiden Schiffe Robin Hood und Nils Dacke werden 1993 als Passagier- und Frachtfähre umgebaut und als Peter Pan IV und Nils Holgersson V zwischen Travemünde und Trelleborg eingesetzt. Die Kapazität lag nach einem Umbau bei 1244 Passagieren, 1025 Betten, 535 Pkw bzw. 110 Lkw. Als Ersatz für die Robin Hood und Nils Dacke wurden die Saga Star und die TT-Traveller gechartert und in Dienst gestellt.

### Robin HoodII undNils DackeII (seit 1995)

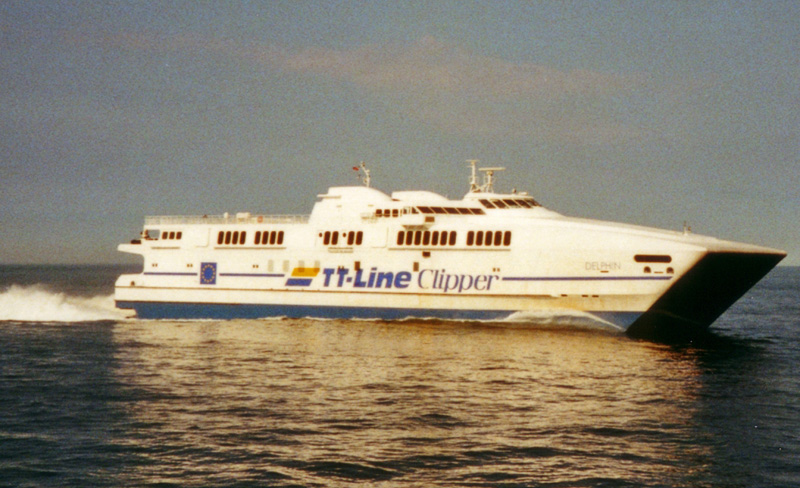
Delphin (Baujahr 1996)

Im November und Dezember des Jahres 1995 wurden die beiden „Green Ships“ Robin Hood und Nils Dacke abgeliefert und in Dienst gestellt. Die beiden Neubauten ersetzten die Saga Star und die TT-Traveller auf der Route Travemünde – Trelleborg. Die Saga Star und die TT-Traveller wurden auf der Linie Rostock – Trelleborg weiter eingesetzt. Die beiden Schiffe haben eine Kapazität von 300 Passagieren, 317 Betten und bis zu 150 Lkw. Am 15. Dezember 2014 kam es in Trelleborg zu einem Namenstausch zwischen den beiden Schiffen. So trägt die ehemalige Robin Hood nun den Namen Nils Dacke und die ehemalige Nils Dacke trägt nun den Namen Robin Hood. Die Nils Dacke wurde nach Zypern ausgeflaggt. Bereits im Sommer 2014 erhielt die damalige Robin Hood Scrubber.

### Delphin(1996–2005)
Die als Katamaran konzipierte Schnellfähre Delphin wurde auf der Strecke Rostock – Trelleborg eingesetzt und verkürzte die Fahrtzeit auf weniger als drei Stunden. Der Katamaran hat eine Kapazität von 600 Passagieren, 175 Pkw (bzw. 4 Busse + 124 Pkw oder 10 Busse + 34 Pkw). Die Delphin wurde im Jahr 2005 verkauft und fortan im Roten Meer eingesetzt. Heute trägt sie den Namen Power Jet und fährt im Mittelmeer zwischen Kreta und Paros mit Zwischenhalt auf anderen griechischen Inseln wie Mykonos.

### Peter PanV undNils HolgerssonVI (2001–2022)

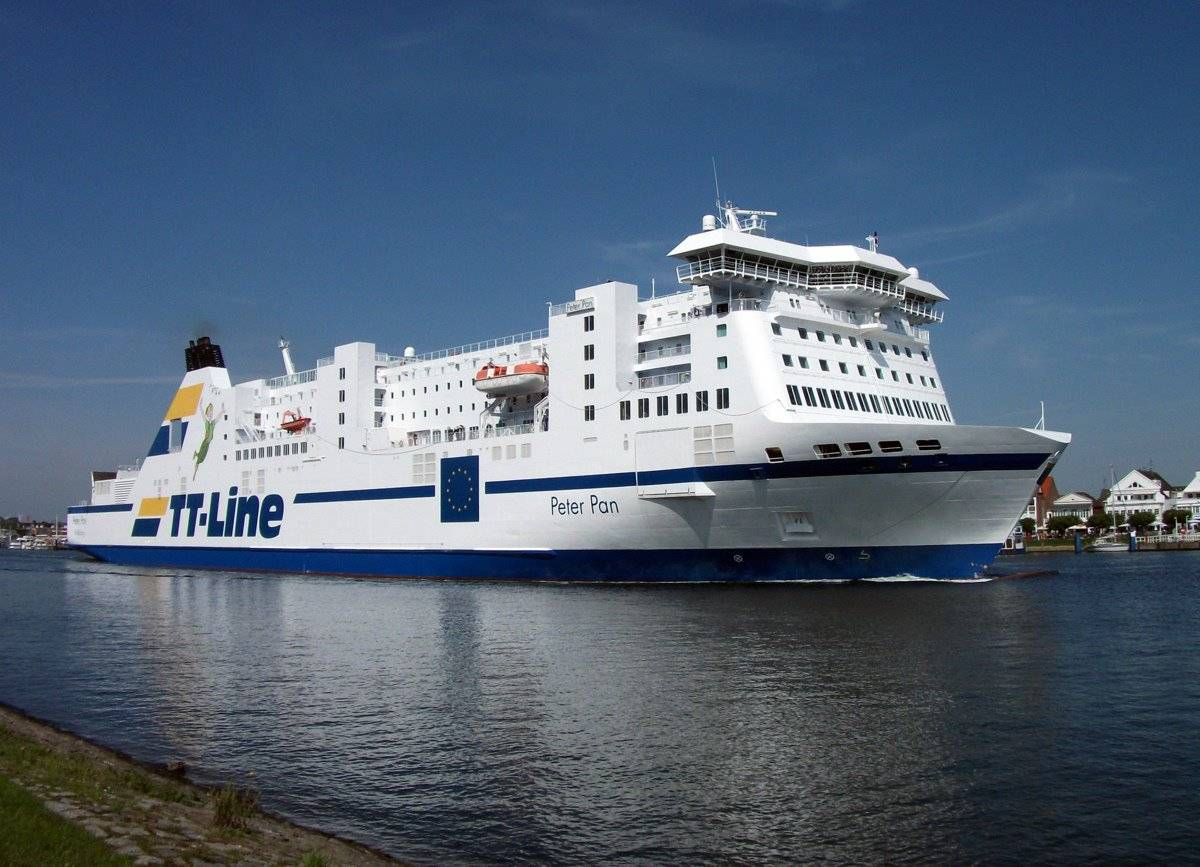
Peter Pan V (Baujahr 2001)

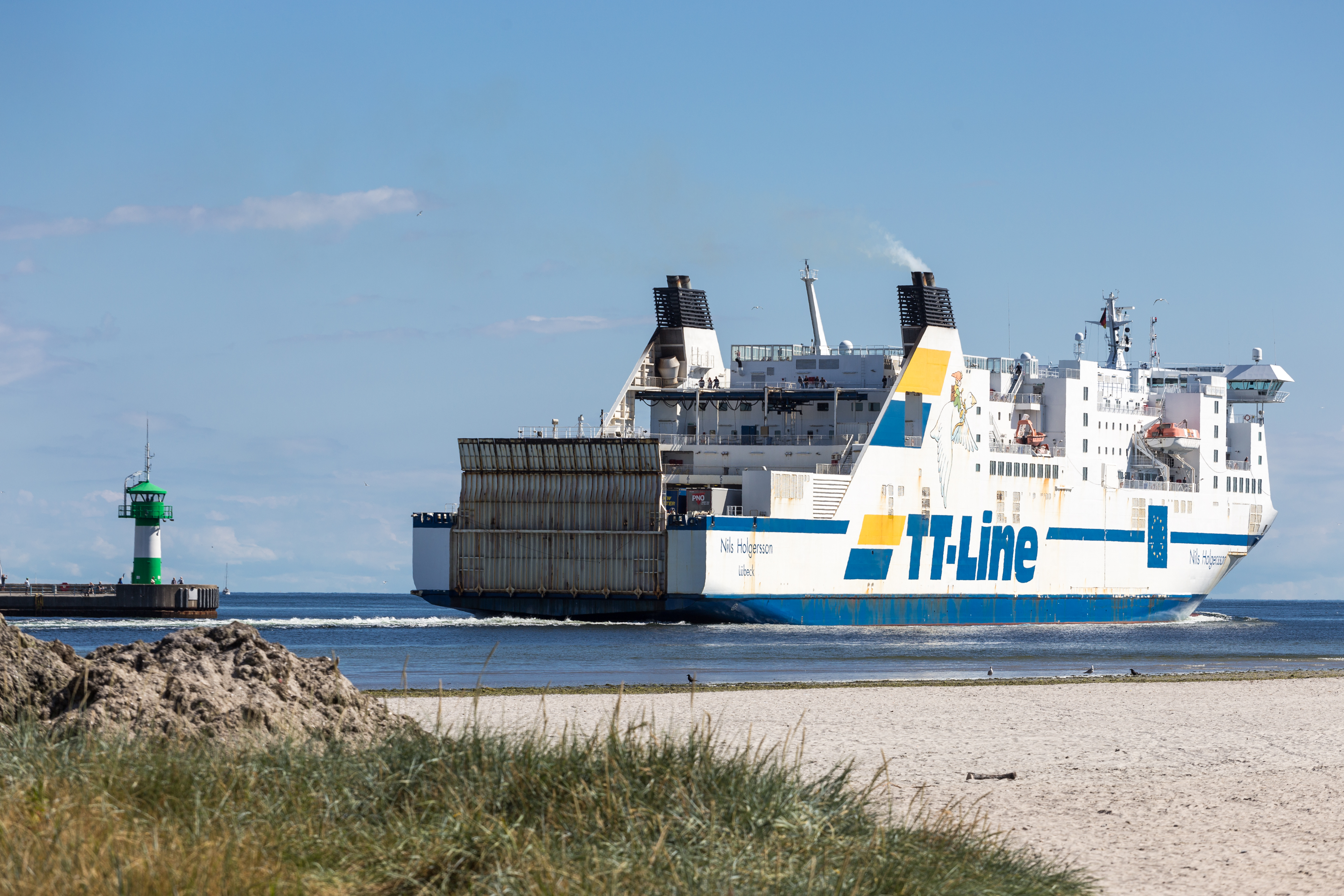
RoRo-Fähre Nils Holgersson (VI) in der Travemündung

Die im Jahr 2001 in Dienst gestellten Neubauten Peter Pan (V) und Nils Holgersson (VI) ersetzten die in die Jahre gekommenen Schiffe Peter Pan IV und Nils Holgersson V.

### Tom SawyerundHuckleberry Finn(seit 2002)
Die Schiffe Nils Holgersson (V) und Peter Pan (IV) wurden in der Bremerhavener SSW Werft umgebaut und unter den Namen Tom Sawyer und Huckleberry Finn zwischen Rostock und Trelleborg eingesetzt. Diese beiden Schiffe ersetzen die Saga Star und die TT-Traveller.

### Peter PanVI undNils HolgerssonVII (seit 2022 und 2023)
Die Schiffe Peter Pan VI und Nils Holgersson VII wurden im chinesischen Nanjing durch die dort ansässige Jiangsu Jinling Shipyard gebaut. Den Auftrag erteilte die Reederei im Jahr 2018, die Kiellegung beider Schiffe fand 2020 statt. Die Nils Holgersson nahm ihren Plandienst am 26. April 2022 mit einer Fahrt von Travemünde nach Trelleborg auf. Die Peter Pan wurde am 31. Januar in den Liniendienst aufgenommen.

### Tinker BellundAkka(seit 2022)
Mit der Übernahme der Peter Pan VI und Nils Holgersson VII wurden die bisherigen Schiffe Peter Pan und Nils Holgersson in Tinker Bell und Akka umbenannt.

## Unternehmensstruktur
Konzernmutter und zugleich höchste Konsolidierungsebene ist die Trampschiffahrt GmbH & Co. KG in Lübeck. Ihr untergeordnet ist die TT-Line GmbH & Co. KG, welche den operativen Fährbetrieb durchführt. Die einzelnen Schiffe der Reederei werden in gesonderten Einschiffs-Gesellschaften geführt. Zudem gibt es Auslandstöchter in Schweden und Polen.

## Sonstiges
Das Unternehmen ist Mitglied im ShortSeaShipping Inland Waterway Promotion Center.